# Stazione di Ryūtsū Center
La stazione di Ryūtsū Center (流通センター駅?, Ryūtsū sentā-eki) è una stazione ferroviaria di Tokyo nel quartiere di Shinagawa ed è servita dalla monorotaia di Tokyo. Il nome della stazione significa Centro logistico per la presenza di diversi magazzini e centri spedizionieri, nonché lo scalo merci di Tokyo nelle vicinanze.

## Storia
La stazione fu aperta nel 1969 con il nome di stazione di Shin-Heiwajima, e ottenne il nome attuale nel 1972. A partire dal 2002 accetta anche la carta ricaricabile Suica per il pagamento dei biglietti.

## Linee
Tokyo Monorail Co., Ltd.
● Monorotaia di Tokyo

## Struttura
La stazione è costituita da due binari su viadotto con due marciapiedi laterali.
| Binario est   | ● Monorotaia di Tokyo | per Aeroporto Haneda Terminal 1 e Aeroporto Haneda Terminal 2 |
| Binario ovest | ● Monorotaia di Tokyo | per Tennōzu Isle e Hamamatsuchō                               |

## Stazioni adiacenti
| «                           | Servizio            | »                                        |
| Monorotaia di Tokyo         | Monorotaia di Tokyo | Monorotaia di Tokyo                      |
| --------------------------- | ------------------- | ---------------------------------------- |
| Ōi Keibajō-mae              | Locale              | Shōwajima                                |
| Ōi Keibajō-mae              | Semirapido          | Aeroporto Haneda Terminal Internazionale |
| Lo Haneda Express non ferma |                     |                                          |